# 蔵人別当
蔵人別当（くろうどのべっとう）とは、令外官の役職で、蔵人所の長官にあたる。組織上は蔵人頭以下を指揮する立場にあるが、所内の実務全般は蔵人頭が責任を負い、蔵人別当は対外的な代表者の地位として蔵人頭の任免や昇殿定、蔵人所の管轄下に置かれた所の人事などに関与したが、実際の実務には携わらなかった。
定員は1名。殿上人を束ねる役目なので「殿上の別当」とも言う。詔勅を各省に伝達することが役目である。なお、通常、大臣が兼職して二位の者が補任されるが、令外官であるものの官位相当は無い。
897年（寛平9年）、平安時代前期の公卿藤原時平が任じられたのが最初であるが、後に左大臣が兼任することとなる。ただし、一上と同様に左大臣が関白であった時は、右大臣が別当となる。例としては室町幕府の将軍である足利義満が1382年2月9日（弘和2年/永徳2年1月26日）に、左大臣就任の後、3月4日（閏1月19日）、蔵人別当を兼務している。
江戸時代に入ると、別当が任じられることはなくなった。